# Контактно-двойная малая планета

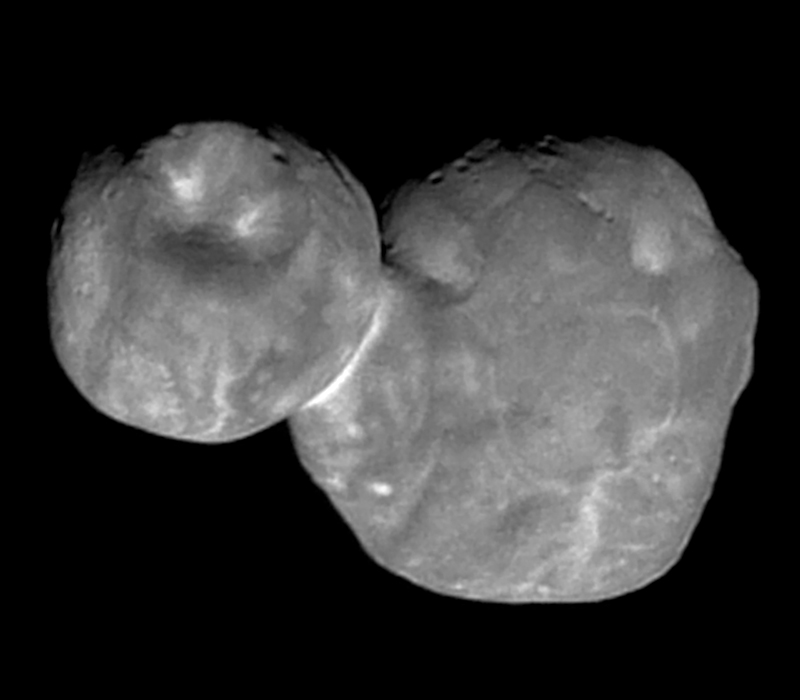
Контактный двойной кьюбивано Аррокот, фотография АМС Новые горизонты 2019 года.

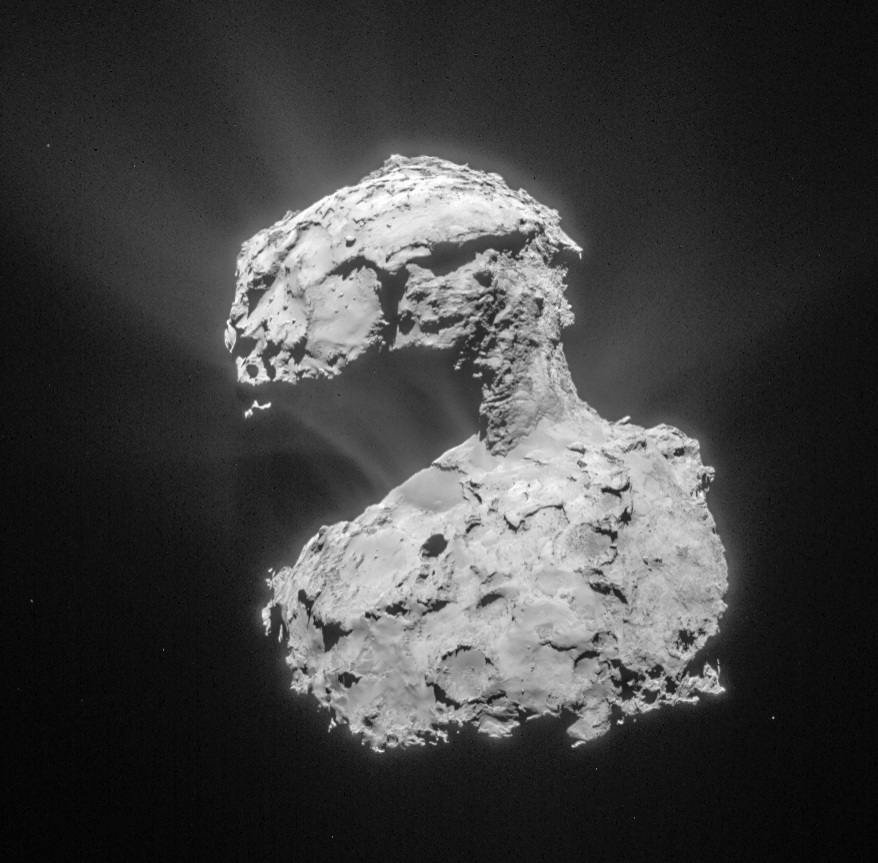
Ядро кометы 67P/Чурюмова — Герасименко, фотография АМС Розетта 2015 года.

Контактно-двойная малая планета — малое небесное тело, состоящее из двух частей, каждая из которых в прошлом была самостоятельно движущимся небесным телом, но которые в процессе собственного движения претерпели тесное взаимное сближение и слияние в один объект.

## Основные сведения
Контактной двойной малой планетой называются объекты, составные компоненты которых имеют приблизительно одинаковые размеры, средний диаметр одной компоненты не может превосходить диаметр другой более чем в 2÷2,5 раза. По этой причине все контактно−двойные малые планеты имеют вытянутую форму, в центре имеет место сужение, которое соответствует точке соединения двух небесных тел.
Так как при образовании единого тела с двумя составными частями сохраняются те или иные прежние характеристики обоих объектов, то сам процесс столкновения, при котором образуется двойной объект, должен происходить на небольших относительных скоростях. Таким образом, формирование контактно−двойных малых планет является результатом эволюции систем двойных планетоидов, в которых при вращении компонентов вокруг общего барицентра происходит поступательная диссипация энергии движущихся тел. Этот процесс приводит к их медленному сближению и в конечном итоге, к соединению частей системы в единое небесное тело.

### Слабосвязанные контактные пары

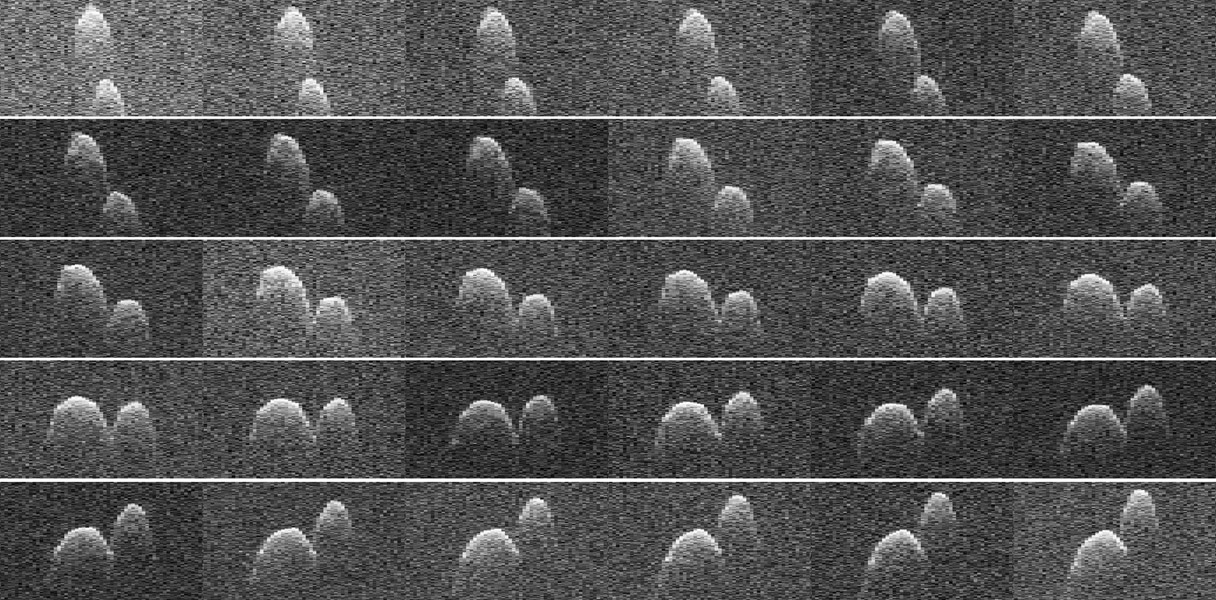
Радарные снимки, период вращения вокруг барицентра 7,6 ч.

Быстро вращающиеся контактно-двойные малые планеты являются слабосвязанными небесными телами, потому как скорость их обращения вокруг центра масс примерно соответствует первой космической скорости. Отличительной особенностью данного подтипа является отсутствие обломочного материала в месте соединения двух тел — из-за комбинации центробежного ускорения и распределения масс в двойной системе реголит оседает на внутренних частях обоих тел, а не между ними.
С точки зрения процесса превращения двойной малой планеты в контактно-двойную данное слабосвязанное состояние можно считать переходным, но в зависимости от внешних факторов оно может сохраняться на протяжении длительного времени и, в том числе, внешние воздействия могут приводить к ускорению вращения и к разделению двух частей на самостоятельные небесные тела.

## Двудольные малые планеты

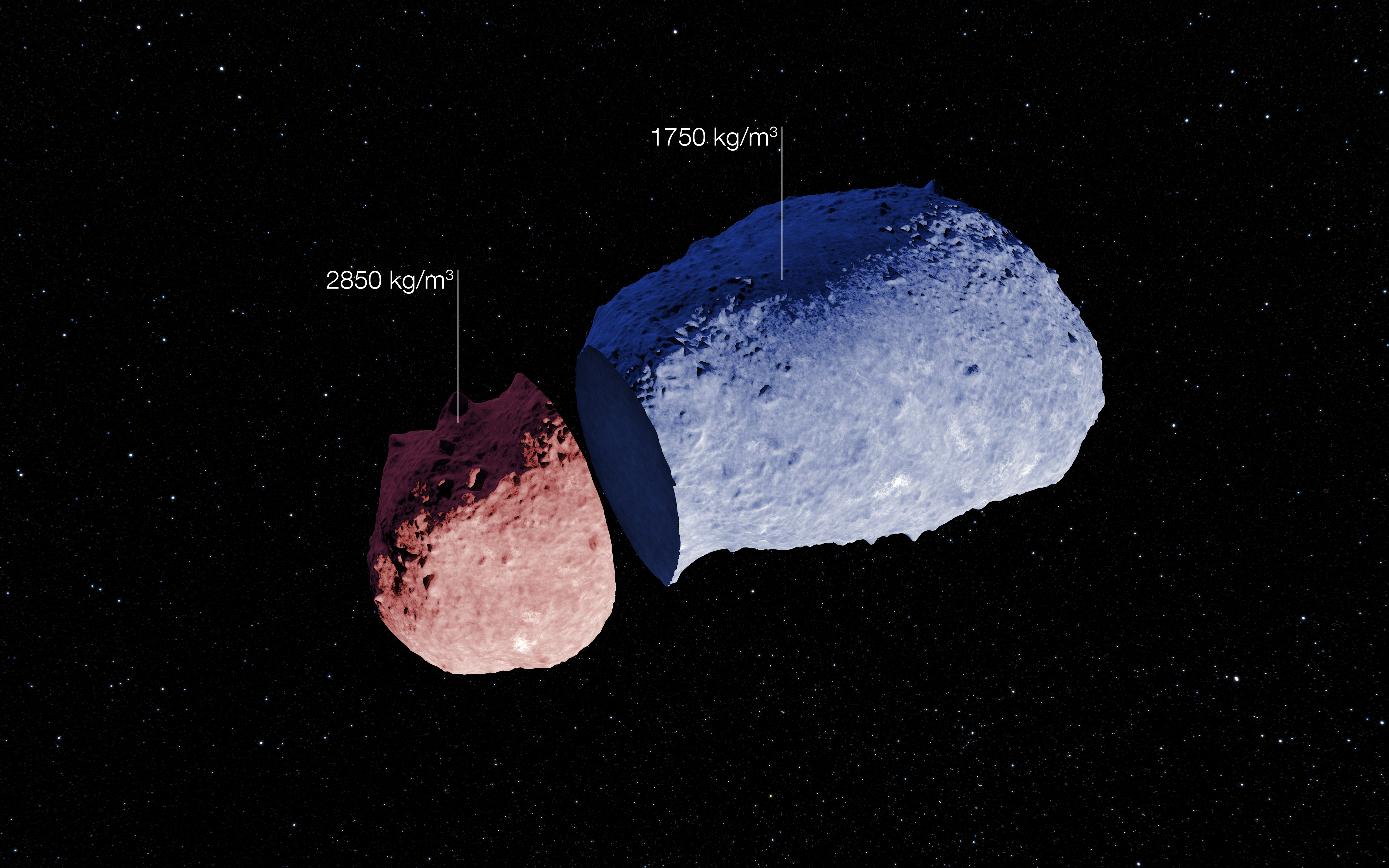
Схематическое изображение частей астероида (25143) Итокава с указанием их средней плотности.

К контактным двойным малым планетам также могут относить небесные тела вытянутой формы, которые не имеют внешних признаков двойных объектов, но составные части которых имеют отличия в средней плотности или отличия в их химическом составе. Для обозначения этого типа обычно используют термины раздвоенная или двудольная (англ. bilobed) малая планета.
Образование таких небесных тел либо произошло в отдаленный момент времени в прошлом, либо слияние составных частей имело место на больших скоростях. В первом случае составные объекты современного небесного тела скрыты последующей метеоритной и прочей эрозией. Во втором случае значительная скорость соударения составляющих частей приводит к их частичному разрушению.
С точки зрения гравиметрии, наилучшее приближение для гравитационного поля двудольных малых планет дает модель, состоящая из двух сфер, но в отличие от контактно-двойных малых планет, расстояние между центрами этих сфер значительно меньше их радиуса.

## Распространенность среди астероидов и кометных ядер
По современным оценкам около 10-15 % околоземных астероидов размером более 200 метров являются контактными двойными. По состоянию на 2019 год считается, что во внутренней части Солнечной системы самым крупным объектом этого типа является троянский астероид (624) Гектор, размеры его компонентов составляют 220 км и 183 км.